# カリロ県

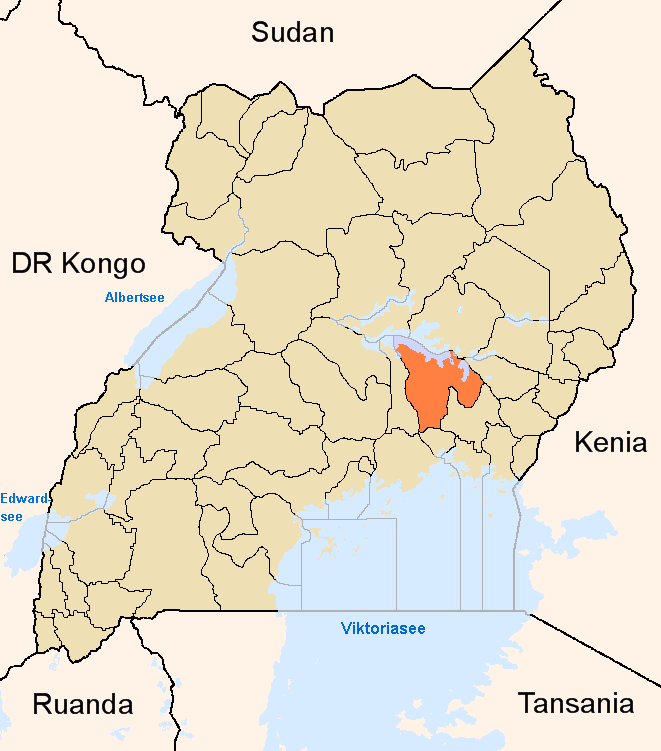
2001年から2005年のカムリ県と県境、東部がカリロ県

カリロ県 (カリロけん、Kaliro District) はウガンダ南東部ブソガ東部の県。2005年7月1日にカムリ県から東部のブラモギ郡が分割され設置された。2002年の国勢調査人口は 153,513 人。2007年度の概算人口は 182,872 人。面積は 904 km²で、710 km²が耕地である。カリロTCを含め6の副郡、34の教区が置かれている。知事に相当する第5地域議会 (LC5) 議長はカゴダ・エリジャ。カリロの東にはブラモギの首長ジボンドの宮殿がある。

## 隣接する県
南にイガンガ県、南東にナムトゥンバ県、ナクワ湖の北にテソ地方のソロティ県、ムポロゴマ川の対岸にブケディのパリサ県と接する。

## 脚註
1. ↑  "Districts of Uganda". Statoids. 2008年6月30日閲覧。
2. ↑  Kaliro District Local Government Five-Year OVC Strategic Plan – 2008/2009 – 2012/2013", Mar 2008.
3. ↑  ATTRACTIONS: Historical Sites, Busoga Kingdom, 8 Jan, 2009.